# Christopher Evan Welch
Christopher Evan Welch, né le 28 septembre 1965 à Fort Belvoir et mort le 2 décembre 2013 à Santa Monica, est un acteur américain de télévision, de cinéma et de théâtre.
Il est surtout connu comme le narrateur de Vicky Cristina Barcelona de Woody Allen et pour son rôle de Peter Gregory dans la série Silicon Valley de HBO.

## Biographie

### Jeunesse
Welch est né à Fort Belvoir, en Virginie. Il a fréquenté l'université de Dallas grâce à une bourse complète et était diplômé du programme d'art dramatique de l'école. Il a poursuivi ses études supérieures à l'université de Washington à Seattle.

### Carrière
En 1999, Welch est apparu dans New York 911 de NBC. En 2000, il est apparu dans la série télévisée New York, unité spéciale, le court métrage Custody et le téléfilm Hamlet. Il est ensuite apparu dans un épisode de The Practice : Donnell et Associés, New York, section criminelle et Whoopi.
Welch a eu une longue carrière sur scène. Il est apparu dans plusieurs productions remarquées de Off-Broadway, ainsi que dans trois spectacles de Broadway.
En 2004, Welch est apparu dans les films Marie and Bruce, Et l'homme créa la femme et Keane. En 2005, il est de nouveau apparu dans New York, unité spéciale et a également joué des rôles dans les films L'Interprète et La Guerre des mondes. En 2006, il a joué des rôles dans les émissions de télévision, The Book of Daniel et Les Soprano, ainsi que dans les films Faussaire et Raisons d'État.
En 2008, Welch a eu des rôles dans les films Panique à Hollywood et Synecdoche, New York. Il est David Haig dans la série télévisée New York, police judiciaire de 2008 à 2010.
En 2009, il est apparu dans le film Whatever Works et la série télévisée Nurse Jackie.
En 2010, il joue le rôle de Grant Test dans la série Rubicon d'AMC.
En 2012, il est apparu dans les films The Master et Lincoln en tant qu'Edward McPherson, un greffier à la Chambre des représentants des États-Unis. Il a aussi un rôle dans la série télévisée Elementary.
En 2013, il a également joué dans les films Syrup et Admission, ainsi que dans la série télévisée Golden Boy,.
Au moment de sa mort, il tournait des scènes de Peter Gregory dans la série Silicon Valley de HBO, ayant terminé cinq épisodes. Le personnage de Welch n'a pas été sorti de la série avant la deuxième saison. Lorsque Silicon Valley a remporté le Critics' Choice Television Award de la meilleure série télévisée comique, le créateur Mike Judge a dédié le prix à Welch, à la demande de la co-vedette de Welch, T. J. Miller.
Welch est le narrateur des livres audio de la série L'Épouvanteur, une série fantastique pour jeunes adultes, pour Harper Audio, ainsi que d'autres livres audio.
Welch a souvent été confondu avec Christopher Stephen Welch, qui est surtout connu pour avoir été la voix de Tails dans l'émission télévisée Les Aventures de Sonic. La nouvelle de sa mort a inondé divers sites de fans de Sonic, avant que Stephen Welch ne commente un article écrit par Barry The Nomad de Segabits, confirmant qu'Evan Welch n'était pas la voix de Tails. Il a également déclaré qu'il avait pris sa retraite d'acteur à l'âge de 13 ans et qu'il était représentant des ventes pour une entreprise de distribution alimentaire à Vancouver, au Canada.
Welch chantait dans un groupe de rock, les Ottoman Bigwigs,.

### Mort
Le 2 décembre 2013, Welch est décédé à l'âge de 48 ans, des suites d'un cancer du poumon dans un hôpital de Santa Monica en Californie,,.
Il laisse derrière lui son épouse Emma Roberts (m. 2008), leur fille, ses parents et ses frères et sœurs,.

## Filmographie

### Cinéma
| An   | Titre                    | Rôle                               | Remarques   |
| ---- | ------------------------ | ---------------------------------- | ----------- |
| 2000 | Chinese Coffee           | Acteur d'Hamlet                    |             |
| 2004 | Marie and Bruce          | Henri                              |             |
| 2004 | Et l'homme créa la femme | Ed Wainwright                      |             |
| 2004 | Keane                    | Commis de motel                    |             |
| 2005 | L'Interprète             | Jonathan Williams                  |             |
| 2005 | La Guerre des mondes     | Photographe                        |             |
| 2006 | Faussaire                | Albert Vanderkamp                  |             |
| 2006 | Raisons d'État           | Agent technique de la photographie |             |
| 2008 | Panique à Hollywood      | Un gars de marketing studio        |             |
| 2008 | Vicky Cristina Barcelona | Narrateur                          | Voix        |
| 2008 | Synecdoche, New York     | Pasteur                            |             |
| 2009 | Whatever Works           | Howard                             |             |
| 2011 | Our Idiot Brother        | Robbie                             | Non crédité |
| 2012 | The Master               | John More                          |             |
| 2012 | Lincoln                  | Edward McPherson                   |             |
| 2013 | Admission                | Brandt                             |             |
| 2013 | Syrup                    | Davies                             |             |

### Télévision
| An        | Titre                              | Rôle                              | Remarques |
| --------- | ---------------------------------- | --------------------------------- | --- |
| 2000      | New York, unité spéciale           | William Lexner                    | saison 1, épisode 20 |
| 2001      | The Practice : Donnell et Associés | Défenseur public Bernard Shandley | Épisode Payback |
| 2003      | New York, section criminelle       | Dr Thomas Dysart                  | Épisode Me voir |
| 2005      | New York, unité spéciale           | Richard Dwyer                     | Saison 7, épisode 3 Au bout du fil |
| 2006      | The Book of Daniel                 | Scott Clarkson                    | Épisode Pardon |
| 2006      | Les Soprano                        | Docteur ER                        | Épisode Rejoignez le club |
| 2008-2010 | New York, police judiciaire        | David Haig                        | 3 épisodes |
| 2009      | Nurse Jackie                       | Skip Nannerine                    | Épisode Infirmière de l'école |
| 2010      | The Good Wife                      | Dr Miner                          | Épisode Doute |
| 2010      | Rubicon                            | Test de subvention                | 12 épisodes |
| 2012      | Elementary                         | Samuel Abbott                     | Épisode Child Predator |
| 2013      | Golden Boy                         | Neil Jacobs                       | Épisode Sacrifice |
| 2014      | Silicon Valley                     | Peter Gregory                     | 6 épisodes (apparition finale) Nommé au Critics' Choice Television Award du meilleur acteur dans un second rôle dans une série télévisée comique |